# جون رالستون
جون رالستون هو ممثل كندي، ولد في 9 أكتوبر 1964 في كندا.

## وصلات خارجية
- جون رالستون على موقع IMDb (الإنجليزية)
- جون رالستون على موقع ألو سيني (الفرنسية)
- جون رالستون على موقع أول موفي (الإنجليزية)
- جون رالستون على موقع قاعدة بيانات الفيلم (الإنجليزية)
- جون رالستون على موقع كينوبويسك (الروسية)
- جون رالستون على موقع كينوبويسك (الروسية)